# Međunarodni simpozij loža "Europa"
Međunarodni simpozij loža "Europa" (engl. International Europe Lodges Symposium / International Symposium of The Europe Lodges), također i ISEL, je simpozij u europskom slobodnom zidarstvu koji okuplja lože koje rade pod okriljem regularnih velikih loža. Ovi susreti se organiziraju svake godine u svibnju.

## Povijest
Članovi Lože "Europa" br. 765 iz grada Riccione u regije Emilia-Romagna, koja djeluje pod zaštiom Velikog orijenta Italije, pokrenuli su inicijativu ujedinjenja svih loža s Europskog kontinenta koje nose naziv Europa u jednu skupštinu. Kako si postigli svoj cilj 2008. godine je u Riccioneu organiziran i prvi međunarodni susret i simpozij ovih loža. Na ovom susretu sudjelovali su masoni iz četiri države i šest loža: Italiju su predstavljale tri lože ("Europa" iz Riccionea, "Europa 92" iz Firence i "Europa" iz Cagliarija), Austriju je predstavlja Loža "Europa u nove svjetove" iz Beča, Francusku je zastupala Loža "Lanac Europske unije" iz Longwya, a Rumunjsku Loža "Ujedinjena Europa" iz Bukurešta.

### Dosadašnji susreti
Do 2023. godine organizirano je 15 susreta:
1. Riccione, 2008. – Zašto se zovemo Europa?
2. Bukurešt, 2009. – Slobodno zidarstvo i ideja Europe
3. Cagliari, 2010. – Slobodno zidarstvo i unija europskih naroda
4. Longwy, 2011. – Simbolika lanca jedinstva
5. Beč, 2012. – Lože "Europa" i aktualni izazovi u Europi
6. Beograd, 2013. – Bratska ljubav – peti element
7. Budimpešta i Đunđuš, 2014. – Zakon slobodnih zidara Lorincz Orczy
8. Firenca, 2015. – Europa naroda i nacija: Solidarnost i zajednički projekti
9. Atena, 2016. – Suvremene lekcije našoj plemenitoj težnji za Slobodu, jednakost i bratstvo u zajedničkom europskom identitetu. Suočavanje s izazovom Fusionner-Prosperite-Paix
10. Barcelona, 2017. – X. simpozij: Stvarnost ili utopija
11. Bruxelles, 2018. – Međunarodni simpozij loža "Europa" i jačanje europskog ideala
12. Matera, 2019. – Europska slobodnozidarska kultura: Ideje za budućnost
13. Toulon, 2021. – Je li današnja Europa sačuvala duh bratstva svojih otaca utemeljitelja?
14. Sarajevo, 2022. – Identitet Europe, sličnosti i različitosti
15. Podgorica, 2023. – Europsko iskustvo za jedinstvo u različitosti[3][4]

## Članice
U ovom simpozij sudjeluje 25 loža iz 14 europskih država:
- Velika loža Austrije
  - Loža "Europa u nove svjetove" (Europa zu Neuen Welten), Beč
- Regularna velika loža Belgije
  - Loža "Europa" br. 57, Bruxelles
- Velika loža Bosne i Hercegovine
  - Loža "Europa" br. 4, Sarajevo
- Velika loža Crne Gore
  - Loža "Europa" br. 5, Podgorica
- Nacionalna velika loža Francuske
  - Loža "Lanac Europske unije" (Loge Chaine d'Union Européenne) br. 183, Longwy (Grand Est)
  - Loža "Europljani" (Les Européens) br. 1051, Paris
  - Loža "Europa Provansa Mediteran" br. 1960, Toulon
- Velika loža Grčke
  - Loža "Europa" br. 162, Atena
- Velika loža Hrvatske
  - Loža "Europa AD 1775" br. 17, Zagreb
- Veliki orijent Italije
  - Loža "Europa" br. 765, Riccione (Emilia-Romagna)
  - Loža "Europa 92" br. 817, Firenca
  - Loža "Europa" br. 1165, Cagliari
  - Loža "20. rujna – ujedinjenje Europe" (XX Settembre – Risorgimento Europeo) br. 1231, Montegranaro (Marke)
  - Loža "Vrata u Europu"  (Porta d'Europa) br. 1390, Ispra (Lombardija)
  - Loža "Zlatna grana Europa" (Il Ramo d’Oro – Europa) br. 1401, Nettuno, Rim
  - Loža "Francesco Landolina duh Europe" (Francesco Landolina spirito d'Europa) br. 1435, Catania
  - Loža "Europa" br. 1444, Taranto
  - Loža "Horacije ponos Europe" (Quinto Orazio Flacco Orgoglio Europeo) br. 1500, Matera
  - Loža "Europa" br. 1501, Salerno
- Simbolička velika loža Mađarske
  - Loža "Europska akacija u Mátraalji" (Lodge Európa Akáca a Mátraalján), Đunđuš
- Nacionalna velika loža Rumunjske
  - Loža "Ujedinjena Europa" (Loja "Europa Unita") br. 27, Bukurešt
  - Loža "Velika Europa" (Loja "Europa Magna") br. 356, Bukurešt
- Velika loža Slovenije
  - Loža "Artes Liberales Europa" br. 9, Ljubljana
- Regularna velika loža Srbije
  - Loža "Europa" br. 27, Beograd
- Velika loža Španjolske
  - Loža "Olimpijska Europa" (Logia Europa Olympica) br. 56, Barcelona

## Vanjske poveznice
- Službena stranica
- Loža "Europa" br. 27, Beograd